# Ptinus texanus
Ptinus texanus är en skalbaggsart som beskrevs av Maurice Pic 1903. Ptinus texanus ingår i släktet Ptinus och familjen Ptinidae. Inga underarter finns listade i Catalogue of Life.